# Afrika-Cup 1994/Qualifikation
Ursprünglich sollte das Endrundenturnier des Afrika-Cups 1994 in Zaire stattfinden. Aber Zaire verzichtete schon vor Beginn der Qualifikationsspiele auf die Austragung des Turniers. Tunesien wurde zum neuen Ausrichter des Turniers von 1994, für das sich 39 Mannschaften anmeldeten.
Gespielt wurde in acht Gruppen, davon sechs Vierergruppen. Die acht Gruppensieger, der Gruppenzweite der Fünfergruppe und der Gruppenzweite der Sechsergruppe qualifizierten sich für das Endrundenturnier in Tunesien.

## Teilnehmer
automatisch qualifiziert
- Elfenbeinküste (Titelverteidiger)
- Tunesien (Gastgeber)

## Vorausscheidung
| Datum      |               | Ergebnis |               | Ort    |
| ---------- | ------------- | -------- | ------------- | ------ |
| 14.06.1992 | Guinea-Bissau | 3:1      | Kap Verde     | Bissau |
| 28.06.1992 | Kap Verde     | 0:1      | Guinea-Bissau | Praia  |
| Gesamt:    | Guinea-Bissau | 4:1      | Kap Verde     |        |

| Datum      |          | Ergebnis |          | Ort      |
| ---------- | -------- | -------- | -------- | -------- |
| 14.06.1992 | Lesotho  | 0:0      | Botswana | Maseru   |
| 28.06.1992 | Botswana | 0:4      | Lesotho  | Gaborone |
| Gesamt:    | Lesotho  | 4:0      | Botswana |          |

## Gruppe 1
| Pl. | Land    | Sp. | S | U | N | Tore    | Diff. | Punkte |
| --- | ------- | --- | - | - | - | ------- | ----- | ------ |
| 1.  | Gabun   | 6   | 4 | 2 | 0 | 010:200 | +8    | 10     |
| 2.  | Kamerun | 6   | 3 | 3 | 0 | 007:000 | +7    | 09     |
| 3.  | Niger   | 6   | 2 | 1 | 3 | 007:100 | −3    | 05     |
| 4.  | Benin   | 6   | 0 | 0 | 6 | 003:150 | −12   | 0      |

| 16.08.1992 | Libreville | Gabun   | – | Kamerun | 0:0 |
| 16.08.1992 | Cotonou    | Benin   | – | Niger   | 1:2 |
| 30.08.1992 | Yaoundé    | Kamerun | – | Benin   | 2:0 |
| 30.08.1992 | Niamey     | Niger   | – | Gabun   | 1:3 |
| 11.04.1993 | Libreville | Gabun   | – | Benin   | 2:0 |
| 11.04.1993 | Niamey     | Niger   | – | Kamerun | 0:0 |

## Gruppe 2
| Pl. | Land      | Sp. | S | U | N | Tore    | Diff. | Punkte |
| --- | --------- | --- | - | - | - | ------- | ----- | ------ |
| 1.  | Nigeria   | 6   | 3 | 2 | 1 | 012:100 | +11   | 08     |
| 2.  | Uganda    | 6   | 2 | 3 | 1 | 007:600 | +1    | 07     |
| 3.  | Äthiopien | 6   | 2 | 1 | 3 | 007:120 | −5    | 05     |
| 4.  | Sudan     | 6   | 1 | 2 | 3 | 002:900 | −7    | 04     |

| 15.08.1992 | Kampala     | Uganda    | – | Äthiopien | 3:1 |
| 16.08.1992 | Khartoum    | Sudan     | – | Nigeria   | 0:0 |
| 29.08.1992 | Lagos       | Nigeria   | – | Uganda    | 2:0 |
| 30.08.1992 | Addis Abeba | Äthiopien | – | Sudan     | 3:0 |
| 11.04.1993 | Khartoum    | Sudan     | – | Uganda    | 1:1 |
| 11.04.1993 | Addis Abeba | Äthiopien | – | Nigeria   | 1:0 |

## Gruppe 3
| Pl. | Land          | Sp.                          | S                            | U                            | N                            | Tore                         | Diff.                        | Punkte                       |
| --- | ------------- | ---------------------------- | ---------------------------- | ---------------------------- | ---------------------------- | ---------------------------- | ---------------------------- | ---------------------------- |
| 1.  | Sierra Leone  | 6                            | 4                            | 2                            | 0                            | 009:100                      | +8                           | 10                           |
| 2.  | Algerien      | 6                            | 4                            | 1                            | 1                            | 013:400                      | +9                           | 09                           |
| 3.  | Senegal       | 6                            | 2                            | 1                            | 3                            | 008:900                      | −1                           | 05                           |
| 4.  | Guinea-Bissau | 6                            | 0                            | 0                            | 6                            | 002:180                      | −16                          | 0                            |
|     | Togo          | nach 6 Spielen zurückgezogen | nach 6 Spielen zurückgezogen | nach 6 Spielen zurückgezogen | nach 6 Spielen zurückgezogen | nach 6 Spielen zurückgezogen | nach 6 Spielen zurückgezogen | nach 6 Spielen zurückgezogen |

| 14.08.1992 | Oran          | Algerien      | – | Guinea-Bissau | 3:1 |
| 16.08.1992 | Dakar         | Senegal       | – | Togo          | 2:0 |
| 29.08.1992 | Freetown      | Sierra Leone  | – | Algerien      | 1:0 |
| 30.08.1992 | Dakar         | Senegal       | – | Guinea-Bissau | 3:0 |
| 03.10.1992 |               | Togo          | – | Algerien      | 0:0 |
| 04.10.1992 | Bissau        | Guinea-Bissau | – | Sierra Leone  | 0:3 |
| 08.11.1992 | Freetown      | Sierra Leone  | – | Senegal       | 2:0 |
| 08.11.1992 |               | Togo          | – | Guinea-Bissau | 0:0 |
| 09.01.1993 | Conakry (Gui) | Sierra Leone  | – | Togo          | 0:0 |

- Algerien wurde wegen Einsatzes eines nicht spielberechtigten Spielers vom Endrundenturnier in Tunesien ausgeschlossen. Senegal rückte nach.

## Gruppe 4
| Pl. | Land     | Sp. | S | U | N | Tore    | Diff. | Punkte |
| --- | -------- | --- | - | - | - | ------- | ----- | ------ |
| 1.  | Zaire    | 6   | 3 | 2 | 1 | 013:300 | +10   | 08     |
| 2.  | Kenia    | 6   | 3 | 2 | 1 | 011:600 | +5    | 08     |
| 3.  | Mosambik | 6   | 1 | 3 | 2 | 005:700 | −2    | 05     |
| 4.  | Lesotho  | 6   | 0 | 3 | 3 | 004:170 | −13   | 03     |

| 16.08.1992 | Kinshasa | Zaire    | – | Mosambik | 2:0 |
| 16.08.1992 | Maseru   | Lesotho  | – | Kenia    | 2:2 |
| 29.08.1992 | Nairobi  | Kenia    | – | Zaire    | 1:3 |
| 30.08.1992 |          | Mosambik | – | Lesotho  | 3:0 |
| 11.04.1993 | Maputo   | Mosambik | – | Kenia    | 0:0 |
| 11.04.1993 | Maseru   | Lesotho  | – | Zaire    | 1:1 |

## Gruppe 5
| Pl. | Land      | Sp. | S | U | N | Tore    | Diff. | Punkte |
| --- | --------- | --- | - | - | - | ------- | ----- | ------ |
| 1.  | Sambia    | 6   | 4 | 2 | 0 | 010:200 | +8    | 10     |
| 2.  | Simbabwe  | 6   | 3 | 3 | 0 | 009:300 | +6    | 09     |
| 3.  | Südafrika | 6   | 1 | 2 | 3 | 005:100 | −5    | 04     |
| 4.  | Mauritius | 6   | 0 | 1 | 5 | 002:110 | −9    | 01     |

| 16.08.1992 | Lusaka       | Sambia    | – | Mauritius | 2:1 |
| 16.08.1992 | Harare       | Simbabwe  | – | Südafrika | 4:1 |
| 30.08.1992 |              | Mauritius | – | Simbabwe  | 0:1 |
| 30.08.1992 | Johannesburg | Südafrika | – | Sambia    | 0:1 |
| 10.04.1993 | Johannesburg | Südafrika | – | Mauritius | 0:0 |
| 11.04.1993 | Lusaka       | Sambia    | – | Simbabwe  | 0:0 |

## Gruppe 6
| Pl. | Land           | Sp.                          | S                            | U                            | N                            | Tore                         | Diff.                        | Punkte                       |
| --- | -------------- | ---------------------------- | ---------------------------- | ---------------------------- | ---------------------------- | ---------------------------- | ---------------------------- | ---------------------------- |
| 1.  | Guinea         | 4                            | 1                            | 3                            | 0                            | 005:400                      | +1                           | 05                           |
| 2.  | Burundi        | 4                            | 1                            | 3                            | 0                            | 005:400                      | +1                           | 05                           |
| 3.  | Republik Kongo | 4                            | 0                            | 2                            | 2                            | 000:200                      | −2                           | 02                           |
|     | Tschad         | nach 2 Spielen zurückgezogen | nach 2 Spielen zurückgezogen | nach 2 Spielen zurückgezogen | nach 2 Spielen zurückgezogen | nach 2 Spielen zurückgezogen | nach 2 Spielen zurückgezogen | nach 2 Spielen zurückgezogen |

| 16.08.1992 | Bujumbura | Burundi        | – | Republik Kongo | 1:0 |
| 16.08.1992 | Ndjamena  | Tschad         | – | Guinea         | 0:3 |
| 30.08.1992 | Conakry   | Guinea         | – | Burundi        | 2:2 |
| 30.08.1992 |           | Republik Kongo | – | Tschad         | 2:0 |

Entscheidungsspiel in Gabun
| Datum      |        | Ergebnis        |         | Ort        |
| ---------- | ------ | --------------- | ------- | ---------- |
| 24.10.1993 | Guinea | 0:0 (5:4 i. E.) | Burundi | Libreville |

## Gruppe 7
| Pl. | Land         | Sp.                          | S                            | U                            | N                            | Tore                         | Diff.                        | Punkte                       |
| --- | ------------ | ---------------------------- | ---------------------------- | ---------------------------- | ---------------------------- | ---------------------------- | ---------------------------- | ---------------------------- |
| 1.  | Ghana        | 2                            | 2                            | 0                            | 0                            | 003:000                      | +3                           | 04                           |
| 2.  | Liberia      | 2                            | 0                            | 0                            | 2                            | 000:300                      | −3                           | 0                            |
|     | Tansania     | Nach 2 Spielen zurückgezogen | Nach 2 Spielen zurückgezogen | Nach 2 Spielen zurückgezogen | Nach 2 Spielen zurückgezogen | Nach 2 Spielen zurückgezogen | Nach 2 Spielen zurückgezogen | Nach 2 Spielen zurückgezogen |
|     | Burkina Faso | Nach 2 Spielen zurückgezogen | Nach 2 Spielen zurückgezogen | Nach 2 Spielen zurückgezogen | Nach 2 Spielen zurückgezogen | Nach 2 Spielen zurückgezogen | Nach 2 Spielen zurückgezogen | Nach 2 Spielen zurückgezogen |

| 15.08.1992 | Ouagadougou | Burkina Faso | – | Liberia      | 1:1 |
| 15.08.1992 | Mwanza      | Tansania     | – | Ghana        | 2:2 |
| 30.08.1992 | Accra       | Ghana        | – | Burkina Faso | 3:0 |

## Gruppe 8
| Pl. | Land        | Sp.                      | S                        | U                        | N                        | Tore                     | Diff.                    | Punkte                   |
| --- | ----------- | ------------------------ | ------------------------ | ------------------------ | ------------------------ | ------------------------ | ------------------------ | ------------------------ |
| 1.  | Mali        | 6                        | 3                        | 1                        | 2                        | 008:700                  | +1                       | 07                       |
| 2.  | Ägypten     | 6                        | 2                        | 2                        | 2                        | 006:500                  | +1                       | 06                       |
| 3.  | Marokko     | 6                        | 2                        | 2                        | 2                        | 005:400                  | +1                       | 06                       |
| 4.  | Malawi      | 6                        | 2                        | 1                        | 3                        | 004:700                  | −3                       | 05                       |
|     | Libyen      | ohne Spiel zurückgezogen | ohne Spiel zurückgezogen | ohne Spiel zurückgezogen | ohne Spiel zurückgezogen | ohne Spiel zurückgezogen | ohne Spiel zurückgezogen | ohne Spiel zurückgezogen |
|     | Mauretanien | ohne Spiel zurückgezogen | ohne Spiel zurückgezogen | ohne Spiel zurückgezogen | ohne Spiel zurückgezogen | ohne Spiel zurückgezogen | ohne Spiel zurückgezogen | ohne Spiel zurückgezogen |

| 15.08.1992 | Lilongwe | Malawi  | – | Ägypten | 1:0 |
| 29.08.1992 | Lilongwe | Malawi  | – | Mali    | 1:1 |
| 04.10.1992 | Bamako   | Mali    | – | Marokko | 2:1 |
| 08.11.1992 |          | Marokko | – | Ägypten | 0:0 |
| 09.04.1993 | Kairo    | Ägypten | – | Mali    | 2:1 |
| 11.04.1993 | Rabat    | Marokko | – | Malawi  | 0:1 |